# Garissa County
Garissa is een county en voormalig Keniaans district in de provincie Kaskazini-Mashariki. Het district telde op 24 augustus 2019 zo'n 841.353 inwoners, waarmee het een bevolkingsdichtheid van ca. 19 inw/km². Ongeveer 11,3% van de bevolking leeft onder de armoedegrens en ongeveer 63% van de huishoudens heeft beschikking over elektriciteit.
In 2002 werd een nieuw district gevormd uit een deel van Garissa, Ijara.
De hoofdplaats van het district is Garissa, andere belangrijke steden zijn onder andere Dadaab en Liboi.

## Bevolking
Tussen de officiële volkstellingen van 1979 en 2019 is de bevolking van Garissa County meer dan verzesvoudigd (zie: tabel). Op 24 augustus 2019 woonden er 841 353 personen in de county, waarvan 458 975 mannen, 382 344 vrouwen en 34 personen met een intersekseconditie. Van de bevolking leefde 25% in urbane nederzettingen (210 890 personen), terwijl 630 463 personen in dorpen op het platteland leefden.
| Bevolkingsontwikkeling | Bevolkingsontwikkeling | Bevolkingsontwikkeling | Bevolkingsontwikkeling | Bevolkingsontwikkeling | Bevolkingsontwikkeling |
| ---------------------- | ---------------------- | ---------------------- | ---------------------- | ---------------------- | ---------------------- |
| Jaar                   | 1979                   | 1989                   | 1999                   | 2009                   | 2019                   |
| Bevolking              | 128 867                | 124 835                | 392 510                | 623 060                | 841 353                |

Van de bevolking was 45,6% tussen de 0 en 14 jaar (383 495 personen), gevolgd door 443 437 personen in de leeftijdscategorie 15 tot 64 jaar (52,7%) en 14 382 personen van 65 jaar of ouder (1,7%).

### Religie
De religieuze samenstelling van Garissa County is vrij homogeen. Bijna 98% van de bevolking is islamitisch. Een kleine minderheid van de bevolking is christelijk, vooral lid van de Katholieke Kerk in Kenia.
| Religieuze samenstelling in 2019 | Religieuze samenstelling in 2019 | Religieuze samenstelling in 2019 | Religieuze samenstelling in 2019 | Religieuze samenstelling in 2019 |
| -------------------------------- | -------------------------------- | -------------------------------- | -------------------------------- | -------------------------------- |
|                                  |                                  |                                  |                                  |                                  |
| Katholieke Kerk                  | Katholieke Kerk                  |                                  | 0,9%                             | 0,9%                             |
| Protestantisme                   | Protestantisme                   |                                  | 0,5%                             | 0,5%                             |
| Overige christenen               | Overige christenen               |                                  | 0,7%                             | 0,7%                             |
| Islam                            | Islam                            |                                  | 97,7%                            | 97,7%                            |
| Anders + onbekend                | Anders + onbekend                |                                  | 0,2%                             | 0,2%                             |

## Sub-counties
Garissa County bestaat uit de onderstaande 7 sub-counties:
| Sub-county     | Oppervlakte (km²) | Bevolking (2019) | Bevolkings- dichtheid |
| -------------- | ----------------- | ---------------- | --------------------- |
| Balambala      | 3 684             | 32 257           | 8,8                   |
| Dadaab         | 6 415             | 185 252          | 28,9                  |
| Fafi           | 15 050            | 134 030          | 8,9                   |
| Garissa        | 3 318             | 163 914          | 49,4                  |
| Hulugho        | 7 737             | 133 984          | 17,3                  |
| Ijara          | 2 453             | 141 591          | 57,7                  |
| Lagdera        | 6 096             | 50 315           | 8,3                   |
| Garissa County | 44 753            | 841 353          | 18,8                  |